# 林建良 (游泳運動員)
林建良（LIN Chien-Liang，1995年11月25日—）為台灣男子游泳運動員。

## 簡歷
2017年亞洲室內暨武藝運動會100公尺自由式項目以48秒53奪銀，也打破全國紀錄。2017年夏季世界大學運動會林建良和王郁濂、李炫諺、朱宸平在4x100混合接力預賽以3分43秒47分組第一完賽，最終總排第18名無緣晉級決賽。2018年亞洲運動會參加50公尺自由式決賽以22.67排第8名，50公尺蝶式預賽以24.74排第15名無緣決賽，4×100公尺自由式接力決賽和黃硯歆、王郁濂、安廷耀以3:19.02打破全國紀錄排名第5。